# Unserer Lieben Frau (Fürbuch)

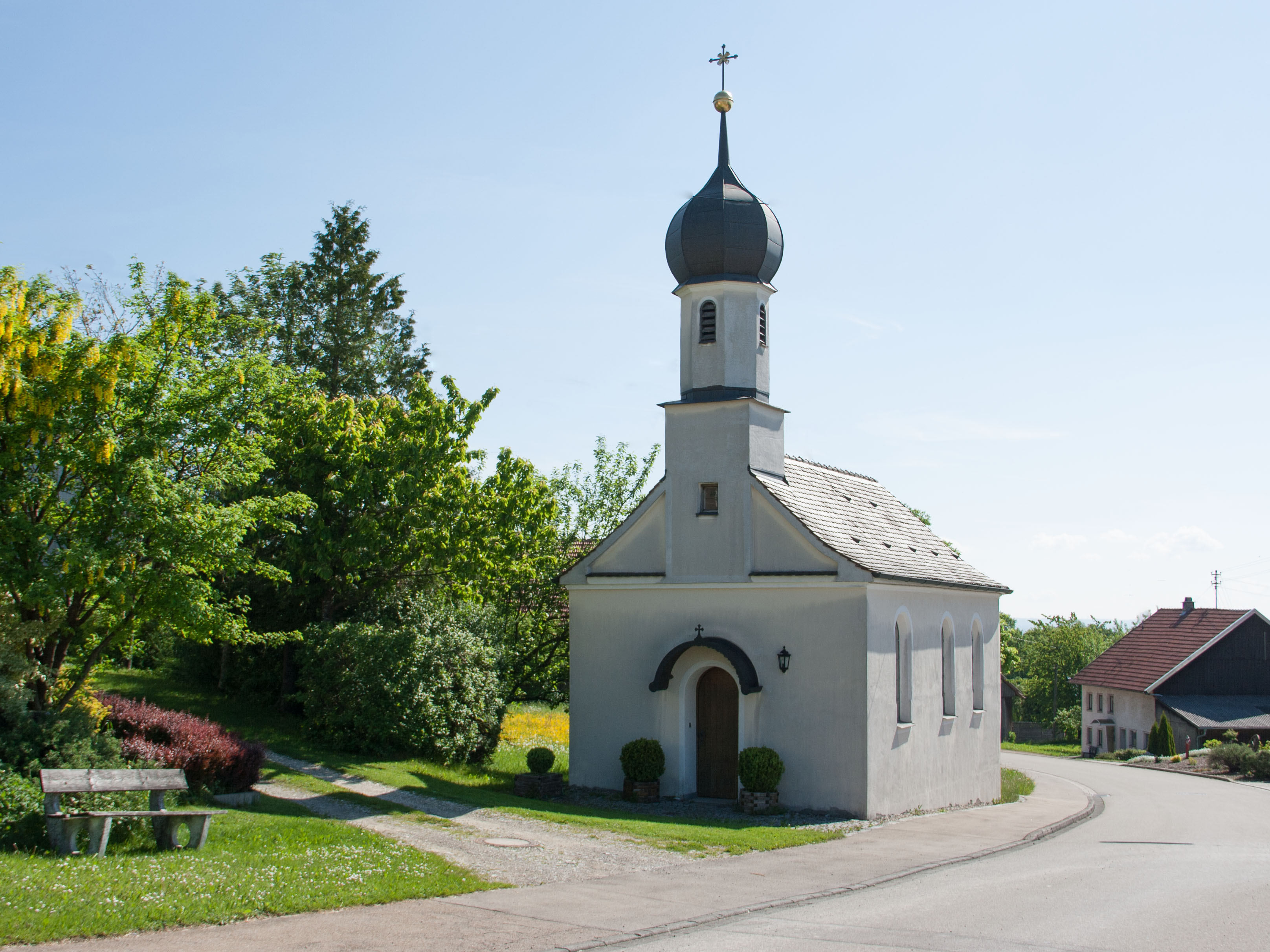
Fürbuch Kapelle Unserer Lieben Frau SW

Unserer Lieben Frau ist eine römisch-katholische Kapelle im oberschwäbischen Fürbuch, einem Ortsteil von Breitenbrunn. Die Vorgängerkirche besaß einen Altar aus der Kapelle des Schlosses Illertissen. Der heutige Bau wurde 1854 errichtet und 1928 um eine Achse nach Westen erweitert. In den 1960er Jahren wurde sie renoviert.
Die Kirche liegt mitten im Weiler und besitzt ein Schiff zu drei Achsen. Die Rundbogenfenster sind außen gefasst. Die Holzdecke im Inneren ist modern. Der Chorbogen ist einspringend und korbbogig. Die halbrunde Apsis besitzt zwei Rundbogenfenster und eine flache Putzdecke. Im Westen befindet sich eine Rundbogentür. Außen ist ein profiliertes Traufgesims zu sehen. Der Westgiebel ist von Gesimsen gerahmt. Vor ihm befindet sich ein flach vorkragender Dachreiter, der 1928 angebaut wurde. Er hat einen quadratischen Sockel und ein achteckiges Oberteil mit einer Zwiebelhaube.
Der Mensaaltar ist neueren Datums. Im Apsisscheitel befinden sich vier moderne Fresken in gotisierender Art von Erich Marschner aus Memmingen. Sie zeigen Mariä Verkündigung, Anbetung der Könige, Flucht nach Ägypten und die Grablegung Jesu. Das Gestühl der Kirche ist neu, lediglich die Schweifwangen stammen aus dem Anfang des 18. Jahrhunderts. Sie wurden aus Oberkammlach nach Fürbuch gebracht. Sie sollen auch in der Stadtpfarrkirche in Mindelheim genutzt worden sein. Sie bestehen aus Eichenholz, sind mit Akanthusschnitzerei am Rand verziert und besitzen Fruchtgehänge. Zwei gefasste Holzfiguren befinden sich in der Kapelle: Ein Kruzifix im Apsisscheitel wurde Anfang des 16. Jahrhunderts geschaffen, ein heiliger Josef mit Jesuskind wurde im 18. Jahrhundert geschnitzt. Das Gemälde der Kapelle zeigt eine Immaculata und ist mit Wirsching 1894 bezeichnet. Es ist rundbogig geschlossen und war ehemals ein Altarbild.